# Jon Erik Öst (musikalbum)
Jon Erik Öst är ett album med Jon-Erik, Ester och Eric Öst samt Sven Englund och John Eriksson som utgavs 1978 av skivbolaget GSM (Göran Sjölén, Matfors). De 8 första låtarna, sida A, är tagna från en konsert med paret Jon Erik och Ester Öst i Aspås, Jämtland år 1950 medan de 10 låtarna på sida B är "nyinspelningar" med Eric Öst, Sven Englund och John Eriksson.

## Låtlista
1. "Delsbo brudmarsch efter klockaren P. Söderblom"
2. "Älvdans på lillvallen, brudpolska från Delsbo efter Johan von Schwartz"
3. "Slipstenspolska efter Snickar-Erik Olsson, Ovanåker"
4. "Kärleksvisa från Högs socken från 1600-talet"
5. "Vals från Dala-Floda av Olof Tillman"
6. "Locklåt från Norrland, Ester Öst på spilåpipa"
7. "På fäbodvallen, tonmålning av Jon-Erik Öst"
8. "Lillstugan, gånglåt av Jon-Erik Öst"
9. "Fiolen min, vals av Jon-Erik Öst"
10. "Skansen-polskan av Jon-Erik Öst"
11. "Excellensen, gånglåt komponerad av Jon-Erik Öst till Per Albin Hansson"
12. "Trollskratt av Jon-Erik Öst"
13. "Snuslåten, polska av Jon-Erik Öst"
14. "Till Mors minne, vals av Jon-Erik Öst"
15. "Meseleforsen/Vinterforsen, polska av Jon-Erik Öst"
16. "Granhammars polska, tillägnad fru Ernst Granhammar av Jon-Erik Öst"
17. "Längtan till Norrland/Titti av Jon-Erik Öst"
18. "Inger Östs brudmarsch, Jon-Erik Östs sista komposition"